# Finale della Coppa dei Campioni 1968-1969
La finale della 14ª edizione di Coppa dei Campioni si disputò il 28 maggio 1969 presso lo Stadio Santiago Bernabéu di Madrid tra gli olandesi dell'Ajax e gli italiani del Milan, alla terza finale di questa competizione. All'incontro assistettero 31 782 spettatori. Il match, arbitrato dallo spagnolo José Ortiz de Mendibil, vide la vittoria per 4-1 della squadra meneghina.

## Le squadre
| Squadre | Partecipazioni precedenti (il grassetto indica la vittoria) |
| ------- | ----------------------------------------------------------- |
| Milan   | 2 (1958, 1963)                                              |
| Ajax    | Nessuna                                                     |

## Il cammino verso la finale
Il Milan di Nereo Rocco esordì al primo turno contro gli svedesi del Malmö FF, vincendo con un risultato complessivo di 5-3. Agli ottavi di finale Milan e Benfica ricevettero un bye per accedere direttamente ai quarti, dove i rossoneri batterono il Celtic pareggiando 0-0 in Italia e vincendo poi 1-0 in Scozia. In semifinale gli inglesi del Manchester Utd, detentori del trofeo e trascinati dal capocannoniere dell'edizione Denis Law, diedero filo da torcere ai diavoli, ma furono battuti con un 2-1 complessivo tra San Siro e l'Old Trafford.

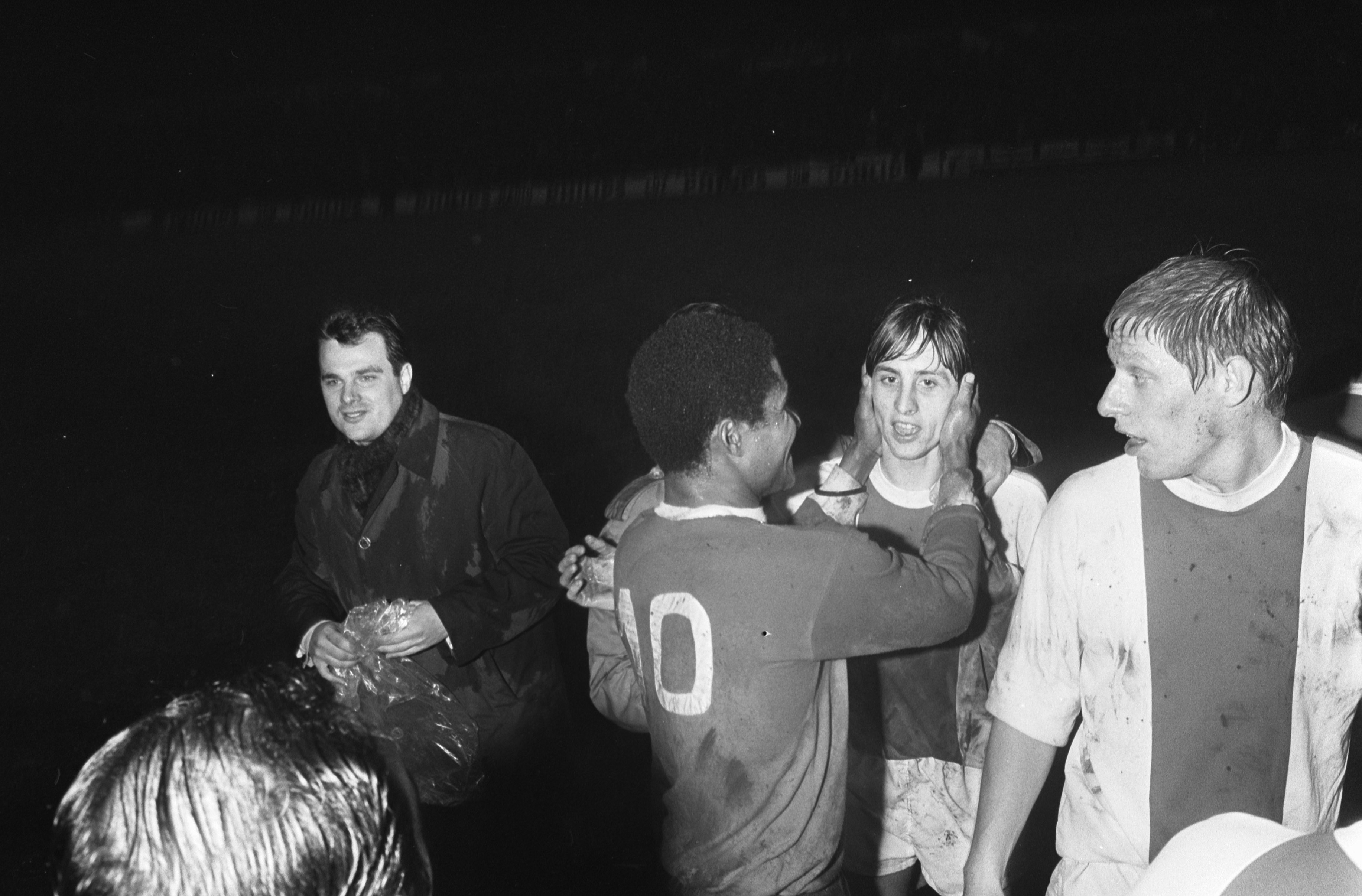
Eusébio si congratula con Cruijff nella sfida dei quarti tra Benfica e Ajax

L'Ajax di Rinus Michels iniziò il cammino europeo contro i tedeschi occidentali del Norimberga, che superò con un punteggio aggregato di 5-1. Agli ottavi i lancieri superarono agilmente i campioni di Turchia del Fenerbahçe con un 4-0 totale. Più combattuta la sfida dei quarti con i portoghesi del Benfica; le partite di andata e ritorno si conclusero entrambe con un 3-1 per parte, sicché fu necessario uno spareggio per sancire il vincitore: ebbero la meglio gli ajacidi che si imposero 3-0. In semifinale i sorprendenti cecoslovacchi dello Spartak Trnava, tra le poche formazioni a non rispettare il boicottaggio imposto dal blocco orientale, fecero trasalire la squadra biancorossa, che dopo aver vinto 3-0 l'andata ad Amsterdam rischiò la qualificazione andando a perdere 0-2 il ritorno oltrecortina.

## La partita
Il match è subito in discesa per il Milan, anche per via dell'inesperienza di un Ajax alla sua prima finale confederale. I rossoneri già al primo minuto colpiscono un palo con Pierino Prati, passando in vantaggio appena sei minuti dopo. A cinque minuti dal termine del primo tempo Gianni Rivera perfeziona l'assist per Prati il quale deve solo insaccare per il gol che manda le squadre negli spogliatoi sul parziale di 2-0.
Nel secondo tempo l'Ajax si affaccia un po' di più in avanti e dopo un quarto d'ora di gioco trova un calcio di rigore, trasformato da Velibor Vasović. Non passano nemmeno dieci minuti e i meneghini trovano la terza rete con Angelo Sormani, il quale di sinistro dal limite dell'area batte il portiere ajacide Gert Bals. Al 75' Rivera chiude la partita, affondando in area, scartando Bals e servendo un cross a Prati per il gol del 4-1 e della tripletta personale. Il Milan vince così la seconda Coppa dei Campioni della sua storia.

## Tabellino
| Arbitro: | José Ortiz de Mendibil |

|                                |           |                    |
| Prati 8’, 40’, 75’ Sormani 67’ | Marcatori | 60’ (rig.) Vasović |

| Milan | Ajax |

| P           | 1  | Fabio Cudicini          |
| D           | 2  | Angelo Anquilletti      |
| D           | 3  | Karl-Heinz Schnellinger |
| D           | 4  | Roberto Rosato          |
| D           | 5  | Saul Malatrasi          |
| C           | 6  | Giovanni Trapattoni     |
| A           | 7  | Kurt Hamrin             |
| C           | 8  | Giovanni Lodetti        |
| A           | 9  | Angelo Sormani          |
| C           | 10 | Gianni Rivera           |
| A           | 11 | Pierino Prati           |
| Allenatore: |    |                         |
| Nereo Rocco |    |                         |

| P             | 1  | Gert Bals           |  |     |
| D             | 2  | Wim Suurbier        |  | 46’ |
| D             | 3  | Barry Hulshoff      |  |     |
| D             | 4  | Velibor Vasović     |  |     |
| D             | 5  | Theo van Duivenbode |  |     |
| C             | 6  | Henk Groot          |  | 46’ |
| C             | 7  | Ton Pronk           |  |     |
| A             | 8  | Sjaak Swart         |  |     |
| A             | 9  | Inge Danielsson     |  |     |
| A             | 10 | Johan Cruijff       |  |     |
| A             | 11 | Piet Keizer         |  |     |
| Sostituzioni: |    |                     |  |     |
| C             | 12 | Bennie Muller       |  | 46’ |
| A             | 13 | Klaas Nuninga       |  | 46’ |
| Allenatore:   |    |                     |  |     |
| Rinus Michels |    |                     |  |     |